# اگدن رود
اگدن رود (انگلیسی: Ogden Rood؛ زاده ۱۸۳۱ - درگذشته ۱۹۰۲) فیزیک‌دان اهل ایالات متحده آمریکا بود که به خاطر کارهایش در زمینهٔ تئوری رنگ شناخته می‌شود.